# Arriva Cristina (album)
Arriva Cristina è la colonna sonora della serie televisiva omonima pubblicata nel 1988.
Nel dicembre del 2010 l'album è stato ristampato per la prima volta su CD all'interno del cofanetto Arriva Cristina Story, box da 4 dischi contenente le ristampe delle colonne sonore dei quattro telefilm di produzione italiana ispirati al personaggio di Cristina D'Avena.

## Tracce
Lato A
Testi di Alessandra Valeri Manera, musiche di Carmelo Carucci.
1. Arriva Cristina – 3:02
2. Day by Day – 3:55
3. In un ricordo c'è – 3:22
4. Un amico – 2:14
5. Riuscirai – 3:24
6. Nasce un sogno – 3:03

Lato B
Testi di Alessandra Valeri Manera, musiche di Carmelo Carucci.
1. Meravigliosa libertà – 2:57
2. Sensazioni – 3:22
3. Insieme – 3:29
4. Tanto amore – 3:28
5. Fantasia – 3:16
6. Arriva Cristina (strumentale) – 3:02

## Interpreti e cori
- Cristina D'Avena - tutte
- Enzo Draghi - cori aggiuntivi, voce traccia 2, 6, 11
- Ricky Belloni - cori aggiuntivi, voce traccia 2, 3, 7
- i Piccoli Cantori di Milano - cori
- Niny Comolli e Laura Marcora - direzione cori
- Moreno Ferrrara - cori aggiuntivi
- Silvio Pozzoli - cori aggiuntivi

## Formazione
- Carmelo Carucci - tastiere e pianoforte, produzione, arrangiamento
- Giorgio Cocilovo - chitarre
- Julius Farmer - basso
- Flaviano Cuffari - batteria
- Claudio Pascoli - Sax